# Archimede (nome)
Archimede  è un nome proprio di persona italiano maschile.

## Varianti in altre lingue
- Catalano: Arquimedes[4]
- Greco antico: Ἀρχιμήδης (Ărkhĭmḗdēs)[1][5]
- Latino: Archimedes[1]
- Spagnolo: Arquímedes[4]

## Origine e diffusione
Deriva dal greco Αρχιμηδης (Ărkhĭmḗdēs), composto dalle radici ἀρχός (arkhós, "capo", "signore", oppure ἄρχω, árkhō, "cominciare", "essere il primo", quindi "eccellere", "governare") e μέδομαι (médomai, "pensare", "essere intelligente"); il primo elemento si ritrova anche in Archippo, Arcangelo, Archelao, Learco e Aristarco, il secondo in Diomede, Nicomede e Medea. Il significato può essere interpretato come "signore del pensiero", "che eccelle per intelligenza", "grande pensatore". 
Il nome, ripreso in epoca rinascimentale, è universalmente noto per essere stato portato dal celebre matematico siracusano Archimede. Negli anni settanta vi erano circa tremila persone chiamate così in Italia, di cui un quinto in Emilia-Romagna e il resto sparse su tutto il territorio nazionale.

## Onomastico
L'onomastico si può festeggiare il 1º novembre, giorno di Ognissanti, poiché il nome non possiede santo patrono.

## Persone

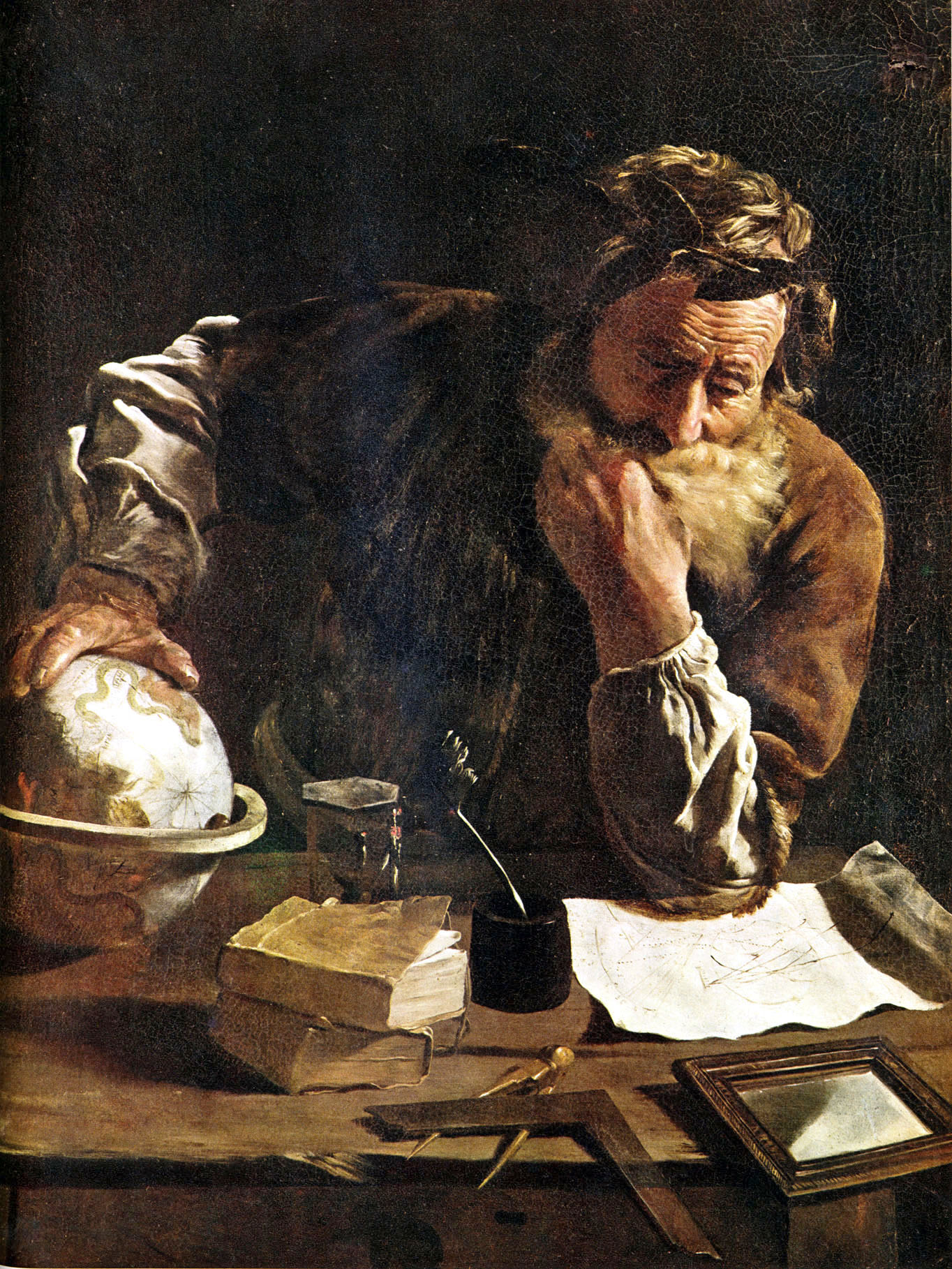
Archimede

- Archimede, matematico, fisico e inventore siceliota
- Archimede Bellatalla, poeta italiano
- Archimede Bottazzi, orafo e cesellatore italiano
- Archimede Bresciani, pittore italiano
- Archimede Campini, scultore italiano
- Archimede Cirinnà, pittore e scultore italiano
- Archimede Mischi, generale italiano
- Archimede Morleo, calciatore italiano
- Archimede Santi, pittore italiano
- Archimede Seguso, imprenditore italiano
- Archimede Taverna, politico e imprenditore italiano
- Archimede Valeriani, calciatore italiano

### Variante Arquímedes
- Arquímedes Figuera, calciatore venezuelano
- Arquímedes Herrera, velocista venezuelano

## Il nome nelle arti
- Archimède è un personaggio del film del 1959 Archimede le clochard, diretto da Gilles Grangier.
- Archimede Pitagorico è un personaggio della Disney.